# 津島市立天王中学校
津島市立天王中学校（つしましりつ てんのうちゅうがっこう）は、愛知県津島市宮川町二丁目45にある公立中学校。1947年（昭和22年）に開校した。津島市立西小学校・津島市立南小学校の児童が入学している(津島市立南小学校の児童は名鉄津島線の踏切を境に東側に住んでいる約半数が津島市立暁中学校に入学する。 )。通称は「天中」（てんちゅう）。

## 沿革
- 1947年（昭和22年） - 津島市立津島中学校として創立。
- 1949年（昭和24年） - 津島市立西中学校（本校）と津島市立東中学校に分離。
- 1953年（昭和28年） - 津島市立天王中学校に改称。
- 1958年（昭和32年） - 校歌を制定。
- 1959年（昭和34年） - 伊勢湾台風の被害を受ける。
- 1982年（昭和57年） - 管理棟完成。
- 1994年（平成6年） - 新体育館完成。

## 教育目標
- 自律・創造・鍛錬
- 知・徳・体の調和のとれた人間性豊かな生徒を育成し、さらに個性の伸長と自主・自立の態度を養う。
  - ア：命を大切にし、心身ともに健全でしかもたくましい生徒
  - イ：自ら学び、深く考え、主体的に行動する生徒
  - ウ：自他を尊重し、自己実現をめざす生徒
  - エ：勤労意欲を持ち、ねばり強く最後までやりとげる生徒

## 行事
下記に示してあるものは主な行事である。
| - 4月 - 入学式・始業式・避難訓練 - 5月 - スポーツテスト - 6月 - - 7月 - - 8月 - - 9月 - 防災行事・天中祭(体育の部・文化の部) | - 10月 - - 11月 - - 12月 - 人権啓発行事・避難訓練 - 1月 - - 2月 - - 3月 - 卒業式・修了式 |

## 部活動

### 運動部
| - 野球（男） - ソフトボール（女） - バレーボール（女） - バスケットボール（男・女） - ソフトテニス（女） - ハンドボール（男） | - 卓球（男・女） - 剣道（男・女） |

### 文化部
- 吹奏楽（男・女）
- コンピュータ（男・女）
- 緑化（男・女）

### 特設部
大会開催にあわせて臨時に活動。それぞれ期間が違う。
- 相撲（男）
- 陸上（男・女）
- 駅伝（男・女）

## 学級編成
- 計13クラス（2022年7月11日現在）
  - 第1学年：4クラス
  - 第2学年：3クラス
  - 第3学年：3クラス
  - 特別支援学級：2クラス
- クラスはアルファベットではなく数字で表されている。特別支援学級はアルファベットである。
- クラス章は学年カラー（緑・赤・青）で分かれている。

（2022年7月11日現在は1年生が緑　2年生が赤　3年生が青）

## 校歌
- 天王中学校作詩委員会作詞
- 水野 久一郎作曲
- この校歌は、1958年（昭和32年）に発表された。

## 交通アクセス
- 名鉄尾西線 日比野駅西へ1600メートル[1]